# UFC Fight Night: Barboza vs. Murphy
UFC Fight Night: Barboza vs. Murphy (también conocido como UFC Fight Night 241 y UFC on ESPN+ 99) fue un evento de artes marciales mixtas producido por Ultimate Fighting Championship que se llevó a cabo el 18 de mayo de 2024 en UFC Apex en Enterprise, Nevada, parte del Área Metropolitana de  Las Vegas, Estados Unidos.

## Antecedentes
Se espera que una pelea de peso pluma de UFC entre Edson Barboza y Lerone Murphy encabece el evento.
Se esperaba que en el evento se llevara a cabo una pelea de peso gallo femenino entre Hailey Cowan y Tamires Vidal. Originalmente estaban programados para enfrentarse en UFC on ESPN: Vera vs. Sandhagen en marzo de 2023, pero Vidal se retiró por razones médicas no reveladas. A su vez, Cowan fue retirado del evento debido a una fractura en la pierna y reemplazado por Melissa Gatto.
Se esperaba que el ex retador del Campeonato de Peso Mosca de UFC (también ganador de The Ultimate Fighter: Tournament of Champions de peso mosca) Tim Elliott y Tatsuro Taira estuvieran presentes en el evento. Sin embargo, Elliott se retiró debido a una lesión no revelada y Taira fue reprogramada contra Joshua Van en UFC 302.
Para este evento estaba programada una pelea de peso semipesado entre Oumar Sy y Rodolfo Bellato. Sin embargo, Bellato se retiró por motivos desconocidos y fue reemplazado por Antonio Trócoli.

## Bonificaciones
Los siguientes peleadores recibieron bonos de $50.000:
- Pelea de la Noche: Edson Barboza vs. Lerone Murphy
- Actuación de la Noche: Khaos Williams y Angela Hill